# On Another Man's Pass
On Another Man's Pass è un cortometraggio muto del 1909 diretto da Gilbert M. 'Broncho Billy' Anderson.

## Produzione
Il film, che fu prodotto dalla Essanay Film Manufacturing Company, venne girato a Chicago - dove la casa di produzione aveva la sua sede principale - negli Essanay Studios al 1333-45 W. di Argyle Street.

## Distribuzione
Il film - un cortometraggio di una bobina - uscì nelle sale cinematografiche USA il 25 agosto 1909.